# Indololattato deidrogenasi
La indololattato deidrogenasi è un enzima appartenente alla classe delle ossidoreduttasi, che catalizza la seguente reazione:
(indolo-3-ile)lattato + NAD+ ⇄ (indolo-3-ile)piruvato + NADH + H+